# Irmãos Catita
Irmãos Catita, gelegentlich auch mit Artikel Os Irmãos Catita (Portugiesisch für: die Brüder Catita) ist eine Comedy-Rock-Band aus Lissabon.

## Entwicklung und Stil
Die Gruppe formierte sich 1991 als Nebenprojekt von Musikern der Gruppe Ena Pá 2000, um Vorstellungen und Vorlieben zu verwirklichen, die nicht zu Konzept und Musik von Ena Pá 2000 passten.
Ein Merkmal der Gruppe ist ihre spielerisch-parodistische Anspielung an portugiesische und internationale Easy-Listening- und Pop-Unterhaltungsmusik der 1940er bis 1960er Jahre, in die aber auch Einflüsse aus Jazz, Rock, Funk, Soul, Rockabilly und Blues eingearbeitet werden. Schon ihr Name spielt auf den übergeordneten Bezug an: mit Irmãos (Brüder) spielen sie auf überholte provinzielle Tanzorchester an, und Catita ist ein überholtes Wort der portugiesischen Jugendsprache der 50er bis 60er Jahre, ähnlich der in Deutschland in den 50er bis 60er Jahren anerkennend verwendeten Begriffe „Schau“, „Wolke“ oder später auch  „dufte“. Auch in ihren Texten spielen sie mit überholter Sprache, ironisch-formellen Formulierungen, nostalgischen Begriffen und dem Kontrast zu satirisch-derber Sprache.
Die Band veröffentlichte bisher drei Alben und eine Live-DVD (Stand: Mai 2022), spielten unzählige Konzerte und traten auch schon im portugiesischen Fernsehen auf, u. a. in der von Júlio Isidro moderierten RTP1-Abendshow Passeio dos Alegres, eine Unterhaltungssendung des ersten Kanals des öffentlich-rechtlichen Fernsehsenders RTP.

## Diskografie
- 1996: Very Sentimental (CD, El Tatu)
- 2001: Mundo Catita (CD, NorteSul)
- 2015: Portugal Dos Pequenitos (CD, Full Of Stars)

2005 erschien mit der DVD Very Sentimental Show bei Real Ficção die Aufzeichnung eines Konzertes von 1996, mit zwei Konzerten von 1994 (Queima das Fitas Coimbra) und 1993 (Cinearte) als Bonusmaterial.